# Кругликов, Александр Леонидович
Александр Леонидович Кругликов (род. 11 сентября 1951 года, Ульяновск) — депутат Государственной думы c 1995 по 2003 год. Депутат Законодательного Собрания Ульяновской области,
Доктор исторических наук, профессор.

## Биография
Окончил Ульяновский государственный педагогический институт, аспирантуру Куйбышевского педагогического института.
Работал заведующим отделом науки и учебных заведений Ульяновского обкома КПСС (1985—1989), с 1989 года — в докторантуре АОН при ЦК КПСС, которую окончил в 1991 году.
31 августа 1993 года избран первым секретарём Ульяновского обкома КПРФ.
До избрания в Государственную Думу второго созыва в декабре 1995 года — доцент Института повышения квалификации работников народного образования при Ульяновском государственном университете. В Государственной Думе второго созыва был членом Комитета по образованию и науке.
В декабре 1996 года баллотировался на пост губернатора Ульяновской области, по итогам голосования занял второе место среди шести кандидатов, получив около 34 % голосов.
В 1999 году был избран депутатом Государственной Думы РФ третьего созыва по федеральному списку избирательного объединения КПРФ, был членом Комитета по образованию и науке.
Член КПРФ с 1993 года, избирался членом ЦИК КПРФ (1993), членом ЦК КПРФ (1995, 1997), первым секретарём Ульяновского обкома КПРФ.
29 ноября 2014 года по состоянию здоровья уступил пост первого секретаря Ульяновского обкома КПРФ врачу-хирургу Алексею Куринному, став вторым секретарём.

## Семья
Женат, имеет двоих детей.